# شهرستان ملارد
شهرستان ملارد یکی از شهرستان‌های استان تهران ایران است. مرکز این شهرستان شهر ملارد است.
این شهرستان در تاریخ ۲۳ فروردین ۱۳۸۸ از شهرستان شهریار جدا شد و مستقل گردید.

## موقعیت جغرافیایی
شهرستان ملارد از شمال شرقی با شهرستان فردیس و شهرستان کرج و از شمال تا غرب با شهرستان اشتهارد استان البرز، از جنوب با شهرستان زرندیه استان مرکزی و از شرق با شهرستان شهریار همسایه است.

## تقسیمات کشوری
شهرستان ملارد دارای ۲ بخش، ۴ دهستان و ۲ شهر به شرح زیر است:

### شهرستان ملارد
| بخش    | مرکز بخش | جمعیت بخش ۱۳۹۵ | نام دهستان  | مرکز دهستان | جمعیت دهستان ۱۳۹۵ | شهر    | جمعیت شهر ۱۳۹۵ |
| ------ | -------- | -------------- | ----------- | ----------- | ----------------- | ------ | -------------- |
| مرکزی  | ملارد    | ۳۲۴٬۷۸۸ نفر    | ملارد شمالی | ملارد       | ۳۱٬۳۶۲ نفر        | ملارد  | ۲۸۱٬۰۲۷ نفر    |
| مرکزی  | ملارد    | ۳۲۴٬۷۸۸ نفر    | ملارد جنوبی | بیدگنه      | ۱۲٬۳۹۹ نفر        | ملارد  | ۲۸۱٬۰۲۷ نفر    |
| صفادشت | صفادشت   | ۵۲٬۴۵۱ نفر     | بی بی سکینه | صفادشت      | ۱۷٬۳۹۹ نفر        | صفادشت | ۳۲٬۴۷۶ نفر     |
| صفادشت | صفادشت   | ۵۲٬۴۵۱ نفر     | اخترآباد    | اخترآباد    | ۲٬۵۷۶ نفر         | صفادشت | ۳۲٬۴۷۶ نفر     |

## آثار تاریخی
- سیاه تپه روستای قره ترپاق - قاجاریه
- قرمز تپه روستای قره ترپاق - قاجاریه
- حمام اخترآباد اخترآباد - قاجاریه
- آق داش تپه گمرگان – آغاز تاریخی
- سلبی تپه گمرگان – آغاز تاریخی
- قلعه حسین‌آباد حسین آباد - قاجاریه
- قلعه زرین آباد زرین آباد - قاجاریه
- قلعه چهارباغ چهارباغ – قاجاریه
- مسجد چهارباغ چهارباغ - قاجاریه
- قلعه گبری محمودآباد - صفویه
- قلعه محمودآباد محمودآباد - صفویه
- قلعه پامبوخلی محمودآباد - صفویه
- پل شاه عباسی حاجی‌آباد سفلی - صفویه
- قلعه قجیر محمودآباد – پیش از تاریخ
- تپه حسین‌آباد ارغش آباد – پیش از تاریخ
- قلعه ارغش آباد ارغش آباد - قاجاریه
- قلعه صالح آباد صالح آباد – قاجاریه
- آق تپه شش شش – قاجاریه
- حمام شش شش – قاجاریه
- تپه خاتونلر خاتونلر – قاجاریه
- تپه سلمیان سلمیان - صفویه
- قلعه حسین‌آباد امیریه – قاجاریه
- آق تپه امیریه امیریه – سلجوقی
- تپه ارسطو ۱ ارسطو - سلجوقی
- تپه ارسطو ۲ ارسطو – پیش از تاریخ
- حمام دهک دهک – قاجاریه
- تپه گاومیش خانه یوسف آباد – سلجوقی
- شاخ تپه یوسف آباد –پیش از تاریخ
- زال تپه کوشکک – سلجوقی
- تخت کیکاووس بیدگنه – ساسانی
- قلعه فرامرز قلعه فرامرز – قاجاریه
- تپه‌های حصارک حصارک غفاری – پیش از تاریخ
- تپه سالپوش بیدگنه – پیش از تاریخ
- تپه باکلین مهرچین – پیش از تاریخ
- رباط خاتونلر خاتونلر – قاجاریه[۲]

## جمعیت
بر پایه سرشماری عمومی نفوس و مسکن در سال ۱۳۹۵، جمعیت شهرستان ملارد برابر با ۳۷۷٬۲۹۲ نفر بوده‌است. ترکیب قومی آن از اقوام مختلف ایران است.